# Tuba kiiensis
Tuba kiiensis is een slakkensoort uit de familie van de Epitoniidae. De wetenschappelijke naam van de soort is, als Alora kiiensis, voor het eerst geldig gepubliceerd in 2000 door Nakayama.